# Smicridea weidneri
Smicridea weidneri är en nattsländeart som beskrevs av Oliver S. Flint Jr. 1972. Smicridea weidneri ingår i släktet Smicridea och familjen ryssjenattsländor. Inga underarter finns listade i Catalogue of Life.